# ポルテ・ディ・レンデーナ
ポルテ・ディ・レンデーナ（イタリア語: Porte di Rendena）は、イタリア共和国トレンティーノ＝アルト・アディジェ州トレント自治県にある、人口約1,800人の基礎自治体（コムーネ）。
2016年1月1日にダレ、ヴィーゴ・レンデーナとヴィッラ・レンデーナが合併して発足した。

## 地理

### 位置・広がり

#### 隣接コムーネ
隣接するコムーネは以下の通り。括弧内のBZはボルツァーノ自治県所属を示す。
- ペルーゴ
- セッラ・ジュディカリエ (ブレグッツォ)
- ティオーネ・ディ・トレント
- トレ・ヴィッレ (モンターニェ、プレオーレ)
- ヴァルダオーネ (ダオーネ)

## 行政

### 分離集落
ポルテ・ディ・レンデーナには、以下の分離集落（フラツィオーネ）がある。
- Darè, Javrè, Verdesina, Vigo Rendena, Villa Rendena (sede comunale)